# Белецкий, Аркадий Ефимович
Аркадий Ефимович Белецкий — командир стрелкового отделения 81-го гвардейского стрелкового полка (25-я гвардейская стрелковая дивизия, 7-я гвардейская армия, 2-й Украинский фронт), гвардии сержант, полный кавалер Ордена Славы.

## Биография
Аркадий Ефимович Белецкий родился 8 марта 1925 года в селе Новосёловка (ныне — в Подольском районе, Одесская область) в крестьянской семье. Получил неполное среднее образование. Работал в колхозе.
Во время Великой Отечественной войны находился в оккупации. С освобождением села, 8 апреля 1944 года, Котовским райвоенкоматом был призван в ряды Красной Армии. С 10 мая 1944 года на фронте.
Гвардии сержант Белецкий 7 декабря 1944 года юго-западнее венгерского города Цеглед первым ворвался в населённый пункт, лично пленил 2 танкистов противника и захватил исправный танк. 16 декабря 1944 года приказом по дивизии был награждён орденом Славы 3-й степени.
В боях за город Будапешт взял в плен 5 солдат противника. 16 января 1945 года в критический момент боя, когда из строя выбыл командир взвода, принял на себя командование. Поднял бойцов в штыковую атаку. Командуя взводом, первым достиг здания парламента, превращённого противником в сильно укреплённый узел. Уничтожил 5 солдат противника. Приказом по 2-му Украинскому фронту от 23 марта 1945 года он был награждён орденом Славы 2-й степени.
24 марта 1945 года Белецкий во главе отделения разведчиков проник в глубь обороны неприятеля юго-западнее населённого пункта Сводин (Словакия). Одним из первых достиг траншеи противника и гранатой уничтожил пулемёт вместе с расчетом. Бойцами отделения захвачено в плен 17 солдат противника. 4 апреля 1945 года в бою за освобождение города Братислава, находясь впереди наступающего стрелкового взвода, ночью снял сторожевой пост противника и гранатами забросал подвальное помещение здания, превращенного ими в сильный пункт сопротивления. Указом Президиума Верховного Совета СССР от 15 мая 1946 года он был награждён орденом Славы 1-й степени.
После войны старшина Белецкий демобилизовался. Жил в городе Тирасполь (Молдавия). Трудился слесарем в объединении «Гидромеханизация».
Аркадий Ефимович Белецкий скончался 10 сентября 1983 года, похоронен на кладбище Дальнее города Тирасполь.